# Turtur brehmeri
La paloma de cabeza azul o palomita cabeciazul (Turtur brehmeri) es una especie de ave columbiforme de la familia Columbidae que habita las selvas del Golfo de Guinea desde Sierra Leona hasta Angola.

## Subespecies
Se conocen dos subespecies de Turtur brehmeri:
- Turtur brehmeri brehmeri (Hartlaub, 1865)
- Turtur brehmeri infelix Peters, J.L., 1937